# Konferencja Rektorów Uczelni Niepaństwowych
Konferencja Rektorów Uczelni Niepaństwowych (KRUN) – była dobrowolnym zrzeszeniem polskich niepublicznych szkół wyższych, reprezentowanych przez rektorów. Została powołana w 1994 roku z inicjatywy dra inż Mirosława Zdanowskiego. W latach 1997–2000 funkcję przewodniczącego sprawował dr Krzysztof Pawłowski, a w kolejnych dwóch kadencjach, do 2005 roku, prof. dr hab. Józef Szabłowski.
Konferencja została rozwiązana po powołaniu Konferencji Rektorów Zawodowych Szkół Polskich (KRZaSP) na podstawie ustawy Prawo o szkolnictwie wyższym z 2005 roku. Drugą obok KRZaSP organizacją przewidzianą w ustawie jest Konferencję Rektorów Akademickich Szkół Polskich (KRASP) zrzeszająca uczelnie mające uprawnienia do nadawania stopnia naukowego doktora.